# Asesinato de Elizabeth Olten
Elizabeth Olten era una niña de 9 años que fue asesinada por su vecina Alyssa Bustamante, que tenía 15 años en ese momento, en St. Martins, Misuri, el 21 de octubre de 2009.
Bustamante atrajo a Olten al bosque antes de estrangularla y apuñalarla hasta la muerte. Bustamante asesinó a Olten simplemente por ideación homicida y para ver cómo era matar a alguien. Más tarde fue acusada y se declaró culpable de asesinato en segundo grado y acción criminal armada y fue sentenciada a cadena perpetua con posibilidad de libertad condicional en 2024 por asesinato en segundo grado. Sin embargo, debido a su condena adicional por acción criminal armada, incluso si se le concede la libertad condicional en 2024, tendrá una sentencia consecutiva de 30 años de prisión. Esto hace que su liberación más temprana sea probable en 2054, cuando tendrá 60 años.

## Historia
Olten vivía a cuatro casas de la de Bustamante. El 21 de octubre de 2009, Bustamante convenció a su hermana menor para que llevara a Olten al bosque que había cerca de sus casas para pasar el rato. Cuando Olten llegó, Bustamante la estranguló, le cortó la garganta y la apuñaló ocho veces en el pecho. Luego, Bustamante enterró el cuerpo de Olten en una tumba que había cavado cinco días antes en el bosque detrás de su casa y cubrió la tumba con hojas.

## Perpetrador
Los abuelos de Bustamante, Gary y Karen Brooke, tomaron la custodia legal de ella y sus tres hermanos menores en 2002, ya que su madre Michelle tenía problemas de adicción y su padre Caesar estaba cumpliendo condena en prisión. Los amigos comenzaron a notar cambios en Alyssa alrededor de 2007 cuando fue hospitalizada después de un intento de suicidio. En su perfil de YouTube, incluyó "cortarse" entre sus pasatiempos. También había publicado una fotografía de sí misma en las redes sociales donde se sostenía dos dedos en la cabeza, fingiendo dispararse.

Después del asesinato del mismo día, Bustamante escribió en su diario (aunque luego intentó borrarlo):
Acabo de matar a alguien. La estrangulé, le corté la garganta y la apuñalé, ahora está muerta. No sé cómo sentirme ahora mismo. Fue increíble. En cuanto superas la sensación de "Dios mío, no puedo hacer esto", es bastante agradable. Sin embargo, ahora estoy un poco nerviosa y temblorosa. Kay, tengo que ir a la iglesia ahora... jajaja.
Luego asistió a un baile de la iglesia (Bustamante participaba activamente en su iglesia local de la Iglesia de Cristo (Santos de los Últimos Días)) mientras la policía buscaba a Olten.

## Juicio, condena y apelación
Bustamante compareció por primera vez ante el tribunal el 17 de noviembre de 2009, donde se declaró inocente y fue acusada de asesinato en primer grado y acción criminal armada (debido al uso de un cuchillo en el asesinato). En enero de 2012, aceptó un acuerdo de culpabilidad por los cargos menores de asesinato en segundo grado y acción criminal armada. Unas semanas más tarde, fue condenada a cadena perpetua con posibilidad de libertad condicional por el asesinato y una sentencia consecutiva de 30 años por acción criminal armada.
Su apelación contra la sentencia fue denegada en marzo de 2014.
La madre de la víctima, Patricia Preiss, aceptó llegar a un acuerdo extrajudicial en la demanda que interpuso contra Bustamante. Los términos del acuerdo exigen que Bustamante revele a Preiss cualquier compensación que reciba de la cobertura del caso.
Alyssa fue vista por varios profesionales de la salud mental, quienes testificaron que padecía un trastorno depresivo mayor y un trastorno límite de la personalidad.

## En los medios audiovisuales
El 19 de octubre de 2012 se estrenó una película de suspense basada vagamente en el caso llamada My Name Is 'A' by Anonymous'.